# Benthamia cuspidata
Benthamia cuspidata är en orkidéart som beskrevs av Joseph Marie Henry Alfred Perrier de la Bâthie. Benthamia cuspidata ingår i släktet Benthamia och familjen orkidéer. Inga underarter finns listade i Catalogue of Life.